# 天道盟雲霄會
天道盟雲嘯會，是台灣漢移民三大犯罪組織之一的天道盟旗下的分會。

## 簡介
雲霄會，天道盟的次團體，又稱為「天雲會」；活動範圍在中部以雲林縣的台西、麥寮、四湖、西螺、虎尾等一帶為主，該會最初源於臺北及雲林，所以在大台北地區亦有發展。雲霄會發起人為閩南裔台灣人黑幫人物蕭澤宏（綽號：瘋濟公。雲霄會為天道盟於土城看守所結盟時的最初六個意識團體之一）；首任會長是林清標（標董、也是縱貫南北二路海線教父級聞人）在大台北地區籌組成立具體組織，活動範圍涵蓋臺北、雲林等地區；然而，當時組織成員身分與太陽會有重疊或依附的關係。
之後，原創會者蕭濟公在1990年假釋出獄後，於新北市三重區、蘆洲區.成立濟公會。林清標則回到雲林縣故鄉，與台西、麥寮、大台北地區角頭共同組成雲霄會（天雲會）在北部及中南部發展。林清標(標董)、原本亦是雲林縱貫線一帶的教父級人物；有「幽靈盟主」稱號，電影「台西風雲」以其事蹟背景為題材。
1993年9月22日，發生不倒會會長在彰化芳苑鄉遭狙殺的命案，數年後，警方查出有雲霄會「銘得」手下黃姓、趙姓等份子涉入其中案件，主因濁水溪砂石利益衝突。
2005年3月，原屬新北雲霄會（亦有太陽會身分）的閻姓要角，串聯臺北、桃園等地區的角頭，另創設天鳴會，從雲霄會分出。

## 人事和組織

### 高層幹部
- 創會總會長：林清標
- 殺手：吳連期（亦是仁義會份子）[4]